# Xia Huan (Tennisspielerin)
Xia Huan (chinesisch 夏歡, Pinyin Xia Huan; * 6. Januar 1988) ist eine ehemalige chinesische Tennisspielerin.

## Karriere
Xia spielte hauptsächlich Turniere auf der ITF Women’s World Tennis Tour, wo sie einen Titel im Doppel gewinnen konnte.

## Turniersiege

### Doppel
| Nr. | Datum        | Turnier | Kategorie   | Belag             | Partnerin | Finalgegnerinnen          | Ergebnis        |
| --- | ------------ | ------- | ----------- | ----------------- | --------- | ------------------------- | --------------- |
| 1.  | 13. Mai 2006 | Tarakan | ITF $10.000 | Hartplatz (Halle) | Xu Yifan  | Sandy Gumulya Septi Mende | 6:2, 6:73, 7:65 |